# Eishockey-Bayernliga 1983/84
Die Eishockey-Bayernliga 1983/84 wurde unter dem Dach des „Bayerischen Eissportverbandes“ (BEV) organisiert und ist die höchste Spielklasse des Landesverbandes Bayern. Die Bayernliga war nach der Bundesliga, der 2. Bundesliga, Oberliga und Regionalliga eine der fünfthöchsten Spielklassen im deutschen Eishockey.

## Saisonverlauf
Die Eishockey-Bayernliga 1983/84 war die sechzehnte Ausspielung dieser Liga. Meister und Aufsteiger in die Regionalliga Süd 1984/85 wurde der EV Dingolfing. Zu den weiteren Aufsteigern gehörten der EHC Straubing, SG Moosburg, EV Berchtesgaden, Deggendorfer EC und der TSV Trostberg. Alle sechs Mannschaften hatten sich über die Aufstiegsrelegation zur Regionalliga Süd qualifiziert. Absteiger oder Rückzieher gab es keine.

### Modus
Die neun Teilnehmer spielten eine Hin- und Rückrunde. Platz eins war Bayerischer Meister. Die Plätze eins bis sechs waren für die Aufstiegsrelegation zur Regionalliga Süd qualifiziert. Absteiger gab es nicht, da die Regionalliga mit sechs Bayernligisten aufgestockt wurde.

## Teilnehmer
Nicht mehr dabei waren die Aufsteiger der Vorsaison. Der SC Gaißach, Absteiger aus der Regionalliga, zog sich in die Natureis-Bayernliga zurück. Neu hinzukamen die Aufsteiger (N) aus den Landesligen.

### Meisterrunde
Meister, Aufsteiger und Teilnehmer sind bekannt, Punktetabelle noch nicht verfügbar.
|  EV Dingolfing (N)  EHC Straubing  SG Moosburg  EV Berchtesgaden  Deggendorfer EC (N)  TSV Trostberg (N) | - SV Hof - TSV Erding - ESV Burgau - ERV Schweinfurt |

(N) = neu in der Liga
  Meister und Aufsteiger  Aufsteiger in die Regionalliga
- Für die Bayernliga 1984/85 qualifiziert

Bayerischer Meister 1983/84 wurde der EV Dingolfing.

## Aufstiegsrelegation
An der vom DEB ausgerichteten Aufstiegsrunde zur Regionalliga Süd 1984/85 nahmen sechs Mannschaften aus der Bayernliga-Meisterrunde und die Plätze sieben bis zehn der Regionalliga Süd 1983/84 teil. Dabei konnten sich alle sechs Bayernligateams, der EV Berchtesgaden, EHC Straubing, SG Moosburg, EV Dingolfing, Deggendorfer EC und der TSV Trostberg, für die Regionalliga Süd qualifizieren.